# The Mystick Krewe of Clearlight
The Mystick Krewe of Clearlight ist eine amerikanische Southern-Rock-Band, die sich aus unterschiedlichen Mitgliedern der Sludge-Szene von New Orleans zusammensetzt. Die Band wurde ursprünglich unter dem Namen Clearlight gegründet, änderte jedoch ihren Namen um sich von der französischen Progressive-Rock-Band gleichen Namens abzugrenzen.

## Geschichte

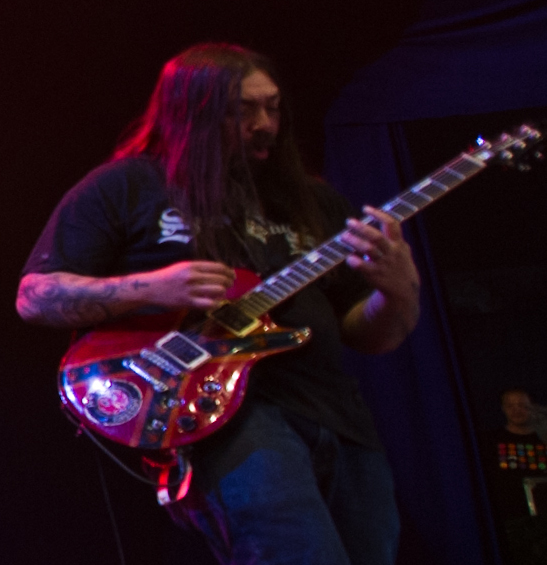
Jimmy Bower beim Roskilde-Festival 2011 mit EyeHateGod

The Mystick Krewe of Clearlight wurde 1996 aufgrund einiger improvisatorischer Blues-Rock Jam-Sessions gegründet. Die Mitglieder der Band waren sich vornehmlich aus gemeinsamen Sludge-Projekten, der NOLA-Szene bekannt und probten häufig miteinander. Laut Garry Sharpe-Young war die Gründung der Band eine direkte Entwicklung aus den frühen konstituierenden Jam-Sessions der Bands EyeHateGod, Crowbar, Down und Corrosion of Conformity.
Das Projekt wurde durch das Bestreben von LaCaze und Bower, den Mitgliedern die Möglichkeit zu eröffnen, Musik jenseits ihres üblichen Sludge-Stils zu produzieren, zu einer vollwertigen Band.
Nach einigen Jahren, welche die Band mit Jam-Sessions und Liveauftritten im Großraum New Orleans bestritten hatte, wurde im September 2000 das selbstbetitelte und von Dave Fortmann produzierte Debüt der Band The Mystick Krewe of Clearlight auf dem New Yorker Crust-, Psychedelic- und Doom-Metal-Label Tee Pee Records veröffentlicht. Obwohl die Band auf früheren Demoaufnahmen mit Gesang, unter anderem von Pepper Keenan agierte, blieb das Debütalbum rein Instrumental.
Die Ende 2000 folgende Split-EP Free…/The Father, the Son and the Holy Smoke, mit der Sludge-Band Acid King, erschien unter der Beteiligung des populären Doom-Metal-Sängers Scott Weinrich (Saint Vitus, The Obsessed). Weinrich sang beide Song der Band ein und spielte ebenso auf beiden Stücken eine mit E-Bow-Effekten verfremdete E-Gitarre. Diese EP wurde ebenfalls von Dave Fortmann produziert. Gemeinsam mit Weinrichs Band The Obsessed veröffentlichte The Mystick Krewe of Clearlight im darauf folgenden Jahr eine limitierte Split-Vinyl-Single mit Coversongs der Southern-Rock-Band Lynyrd Skynyrd. The Mystick Krewe of Clearlight steuerten den 1999 aufgenommenen Song Cheatin’ Woman bei. Die Aufnahme wurde diesmal von Pepper Keenan als Sänger unterstützt.
Im Frühjahr des Jahres 2001 wollten sich The Mystick Krewe of Clearlight auf einer gemeinsamen North-Carolina-Tour mit Corrosion of Conformity und Clutch einer breiten Öffentlichkeit präsentierten. Der Band wurde jedoch noch in Dallas das gesamte musikalische Equipment aus dem Band-Anhänger gestohlen, woraufhin sich The Mystick Krewe of Clearlight vorerst auflösten.
Erst im Jahr 2012 bestritt die Band erneut vereinzelte Konzerte im Großraum New Orleans. Nach einer Europatournee mit EyeHateGod starb der 42-jährige Joey LaCaze am 23. August 2013 in seinem Haus an Atemversagen. Der Fortbestand der Band ist seither ungewiss.

## Stil
Die Band wird überwiegend dem Southern Rock oder Hard Rock zugerechnet. Als besondere Kennzeichen werden doomige Riffs, ausufernde Gitarren-Soli, ein groovender Rhythmus sowie die Nutzung der Hammond-Orgel benannt. Rick Kutner sieht für Allmusic Einflüsse aus Blues-Rock, Soul, Funk und Hard Rock.
Christian Maiwald bezeichnet den Stil der Band für das Ox-Fanzine als „riffbetontes Seventies-Gerocke, mit Hammond-Orgeln“ Ned Raggett zieht aufgrund der Hammond-Orgel, ebenso wie Rick Kutner aufgrund der Gitarren, Vergleiche zu Deep Purple. Andreas Kohl vergleicht die Band für Visions mit Grand Funk Railroad, Led Zeppelin, Mountain und Thin Lizzy.

## Diskografie
- 2000: The Mystick Krewe of Clearlight (Album, Tee Pee Records)
- 2000: Free…/The Father, the Son and the Holy Smoke (Split-EP mit Acid King, Man’s Ruin Records)
- 2001: The Obsessed/The Mystick Krewe of Clearlight (Split-Single mit The Obsessed, Southern Lord)